# Anthony Rossomando
Anthony Rossomando é um produtor, compositor e guitarrista americano. Juntamente com Carl Barât, participou da banda de indie rock Dirty Pretty Things. Além disso, foi membro das bandas Klaxonse The Damn Personals.  Ao longo de sua carreira, co-compôs com D'Angelo, Mark Ronson, Andrew Wyatt e Cathy Dennis.

## Discografia
Trilhas sonoras
- The Rime of the Modern Mariner (2010)

Produção
- Accidental Happiness - EP (2014) – Ida Maria
- Big Things (2010) – Fiction
- Parakeets (201) – Fiction